# Хабаровский поход
Хабаровский поход — поход войск Белой армии на Хабаровск под руководством В. М. Молчанова.

## Военно-политическая обстановка
К началу наступления белых сил обстановку в НРА можно было охарактеризовать как неблагополучную. Военные запасы были в значительной степени израсходованы и истощены, численность вооруженных сил сократилась (два возраста были демобилизованы, а новобранцы — ещё не призваны).
Непосредственно на фронте находились недоукомплектованные личным составом 5-й и 6-й стрелковые полки (фактически, батальоны), Кербинский отряд, отряд ГПО, одна саперная рота и один минно-подрывной взвод (в общей сложности, 1200 штыков), а также 4-й кавалерийский полк в составе двух эскадронов (всего 280 сабель) и два артиллерийских орудия. Остальные части были сосредоточены в Хабаровске и Благовещенске, а также несли охрану по Амуру.
В результате боевых действий в ходе гражданской войны железнодорожные коммуникации были частично разрушены, не хватало топлива, что затрудняло снабжение войск и маневр силами.
21 сентября 1921 года решением руководства НРА был образован Приамурский военный округ.

## Наступление Белой армии
Перед началом наступления на территорию ДВР белоповстанцы предприняли попытку очистить свои тылы от красных партизанских отрядов, и в начале ноября 1921 года начали наступательную операцию на центры партизанского движения в крае (в районе Сучана, Анучино и Яковлевки).
- отряд генерала Н. П. Сахарова (два пехотных полка, кавалерийский дивизион и батарея лёгкой артиллерии) выступил в направлении на Сучан, Майхэ и Цемухэ, оставил небольшие гарнизоны на Сучанских угольных копях, в Шкотово, на станции Угольной, а затем по линии железной дороги вышел к Спасску, где соединился с основными силами генерала В. М. Молчанова.
- группа полковника фон Ваха (пехотный полк и кавалерийский эскадрон) получила задачу очистить от партизан Приханхайский район, разбить партизанский отряд Е. Лебедева и далее идти к Спасску на соединение с основными силами.
- группа генерала Смолина получила задачу разгромить силы партизан в районе Анучино — Яковлевка и двигаться на Иман.

В ходе операции у деревни Николаевка отряд генерала Сахарова атаковал и разбил партизанский отряд под командованием М. П. Вольского, захватив обоз и запасы продовольствия; в Анучино партизаны отступили, оставив обоз и типографию; в Яковлевке в результате малодушия командира в плен без боя сдался партизанский батальон под командованием Палицына. В результате, силы партизан понесли потери, были рассеяны и были вынуждены отступать в тайгу. Белоповстанцы захватили оружие и пленных.
В то же время, со стороны партизан имели место случаи ожесточённого сопротивления белым войскам:
- 13 ноября 1921 года партизанский отряд под командованием П. Назаренко и военного комиссара Митрофанова выдержал продолжительный бой в районе Святой Ольги[4] и отступил, потеряв 22 человек убитыми[5].
- 22 ноября 1921 года 3-й партизанский батальон под командованием И. Сидорова и комиссара С. Христинина разгромил белый гарнизон в Душкино[1].

30 ноября 1921 года белые под командованием генерала Молчанова начали новое наступление, в ходе которого они нанесли поражение дальневосточным партизанским отрядам и вытеснили силы НРА ДВР за Амур. После этого они продолжили наступление по линии Транссибирской железной дороги. Кроме того, в декабре в тыл НРА по китайскому берегу Амура был направлен отряд под командованием полковника Илькова, который должен был занять станицу Михайло-Семёновскую.
2 декабря 1921 года белые взяли Иман, 12 декабря — Бикинские позиции.

Памятник комсомольцам, погибшим 19 декабря 1921 года при обороне Хабаровска

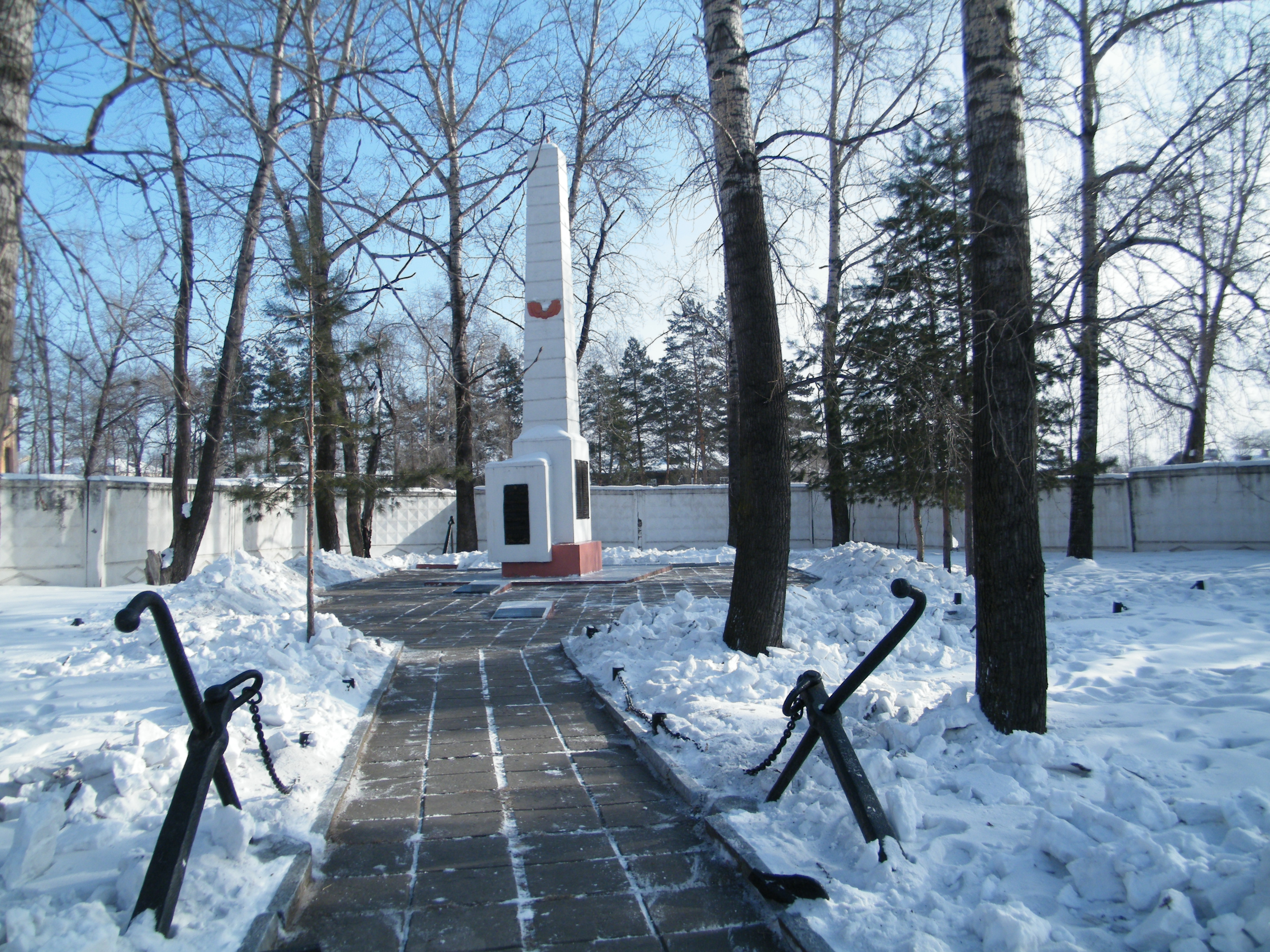
Хабаровск, братская могила моряков-амурцев

Хабаровск, памятник партизанам на месте массовых казней

15 декабря 1921 года белоповстанцы конная группа совершила обход по китайской территории и атаковала станцию Дормидонтовка, а 17 декабря совершила обход хребта Хецхир и нанесла удар по Невельской.
Части НРА отходили с боями:
- в бою у посёлка Будаково отряд красных партизан под командованием Г. Ф. Коваля и китайский партизанский отряд под командованием Син Ди-у[7] оборудовали снежные окопы и стрелковые позиции на Перемятовской сопке, перекрыли Зимнюю дорогу по берегу реки Уссури и в течение суток удерживали позиции, отразив четыре атаки кавалерийской бригады генерала Сахарова (до тех пор, пока бригада генерала Ширяева не вышла им в тыл)[8].
- 19 декабря 1921 года в бою под Казакевичево Коммунистический отряд имени Карла Либкнехта (200 чел.) отбил несколько атак противника и отступил, практически полностью израсходовав патроны. Потери коммунистов составили 39 человек убитыми[2], ещё 28 были захвачены в плен и жестоко убиты белоповстанцами[8].
- в бою у села Новотроицкое Особый Амурский полк и 4-й кавалерийский дивизион сражались против наступающих белоповстанцев в течение четырёх часов[8].

22 декабря 1921 года белоповстанцы взяли Хабаровск, в дальнейшем, развивая наступление, белые взяли Покровку, Дежневку и Волочаевку. За три месяца было пройдено расстояние более 600 верст. В ходе наступления белые части пополнялись за счет местных сторонников и сочувствующих, а также мобилизованных жителей, на вооружение поступало трофейное оружие. В то же время, в связи с зимними морозами войска испытывали потребность в теплой одежде (валенках, полушубках, шапках…), обеспечить снабжение которыми белому командованию не удалось (в частности, полушубки поступили несвоевременно, а валенки вовсе не были заказаны). С целью привлечь на свою сторону местное население, военное командование белых войск стремилось оплачивать изъятое у жителей имущество и товары, ограничить самовольные реквизиции.
28 декабря 1921 года белоповстанческие части численностью около 1000 штыков и 500 сабель при поддержке артиллерии предприняли попытку захватить станцию Ин — основные силы наносили удар с юга, одновременно вспомогательный удар был нанесен с востока (по линии железной дороги), а ещё один отряд атаковал позиции НРА с севера. Отсутствие на месте боя командующего ген.м. В. М. Молчанова, находящегося в Хабаровске, вызвало плохое управление белыми частями и полное отсутствие координации действий белых. Подразделения НРА, которыми командовал Ф. М. Петров-Тетерин, при поддержке бронепоезда отбили атаку, потери белых составили 300 чел. убитыми, кроме того, в плен были захвачены командир Камского полка полковник Сотников и ещё 2 офицера и 19 солдат. Бой у станции Ин стал первой победой НРА ДВР, участвовавшим в нём войскам была объявлена благодарность в приказе Военного совета ДВР, Ф. М. Петров-Тетерин был награждён орденом Красного Знамени, а команда бронепоезда № 8 — награждена большим серебряным кубком и знаменем с надписью «За удержание станции Ин в наших руках».
В дальнейшем, в период с 28 декабря 1921 до 5 февраля 1922 года состоялись ещё пять боевых столкновений частей НРА с белыми войсками, из которых четыре окончились победой НРА.
В это же время в тылу белых войск активизировалось партизанское движение. Партизаны атаковали подразделения белоповстанцев, совершали диверсии на железных дорогах, препятствовали проведению ремонтно-восстановительных работ, хозяйственных и мобилизационных мероприятий.
- 6 января 1922 года в районе ж.д. станции Муравьев-Амурский партизаны Иманской долины взорвали артиллерийский склад белых;
- 12 января 1922 года отряд красных партизан под командованием Д. И. Бойко-Павлова атаковал Хабаровск.

К началу февраля 1922 года Белоповстанческая армия, утратила стратегическую инициативу и была вынуждена перейти к обороне.

## Контрнаступление Народно-революционной армии

И останутся как в сказке,
Как манящие огни,
Штурмовые ночи Спасска,
Волочаевские дни…
(Хабаровск, памятник героям гражданской войны на Дальнем Востоке на Комсомольской площади)

К началу февраля 1922 года Народно-революционная армия Дальневосточной Республики сумела провести реорганизацию боевых частей, обеспечить их снабжение и получила помощь из Советской России. Таким образом, возникли предпосылки для перехода в решительное наступление.
Сосредоточение сил НРА началось в районе станции Ин.
5 февраля 1922 года 2-й стрелковый полк из состава 1-й Читинской стрелковой бригады овладел станцией Ольгохта. В дальнейшем, 9-12 февраля в ожесточённых боях в районе станции Волочаевка фронт белых был прорван.
14 февраля 1922 года части НРА без боя заняли Хабаровск, который ранее покинули белые части, в дальнейшем, 18 февраля части НРА заняли ж.-д. станцию Вяземская, а 21 февраля — ж.-д. станцию Розенгартовка.
27 февраля 1922 года состоялось ожесточенное сражение, в ходе которого части НРА (2-й Читинский полк, Особый Амурский полк, Троицкосавский кавалерийский полк и 4-й кавалерийский полк) разбили белые части под командованием генерала Смолина и генерала Ястребцева и заняли Бикинские позиции. 28 февраля части НРА заняли Васильевку.
В дальнейшем, 18 марта 1922 года части НРА заняли Иман, а 21 марта — станцию Уссури, за которой начиналась «нейтральная зона», которую контролировали японские войска. К этому времени отступающие белые части уже успели уйти в «нейтральную зону».
Значительную помощь НРА ДВР оказали партизаны, действовавшие в тылу белых войск:
- так, 6-й партизанский отряд под командованием М. Анисимова фактически парализовал движение по Сучанской железнодорожной ветке и не позволил командованию белых использовать части, занятые в этом районе, в качестве подкрепления сил на фронте[14].
- 4 марта 1922 года партизанские отряды блокировали и в дальнейшем удерживали в деревне Анучино группу генерала П. А. Блохина (первоначально 600 чел. с 6 пулемётами, впоследствии увеличившую численность за счет подхода отступавших подразделений). 26 марта 1922 года партизаны атаковали и заняли Анучино, белые потеряли 70 человек убитыми и 130 ранеными, оставили обоз и были вынуждены отступить[15].